# King Biscuit Flower Hour Presents Ringo & His New All-Starr Band
King Biscuit Flower Hour Presents Ringo & His New All-Starr Band — концертный альбом Ринго Старра, выпущенный 6 августа 2002 года.
Группа Ринго Старра All-Starr Band постоянно меняла свой состав от тура к туру, но перед туром 2001 года, записи с одного из выступлений во время которого (22 августа 2001 в Чикаго, США) включены в альбом, изменения состава группы были очень сильными. Собственно, от предыдущего состава остались только Ринго Старр и мультиинструменталист Марк Ривера; к ним присоединились Грег Лейк (из Emerson, Lake & Palmer), Иэн Хантер (из Mott the Hoople), а также — обновив звучание группы — Роджер Ходжсон (из Supertramp), Ховард Джонс и Sheila E. (бывшая участница аккомпанирующей группы певца Принса).
Старр значительно расширил набор исполняемых им песен, включив туда классические хиты 1960-х и 1970-х годов, а также относительно недавние песни — как «Don’t Go Where the Road Don’t Go» с альбома 1992 года Time Takes Time. Остальные члены группы также исполняли хиты из своего репертуара.
King Biscuit Flower Hour Presents Ringo & His New All-Starr Band был очень хорошо встречен критиками, но в чарты опять не попал.

## Список композиций
| №   | Название                             | Автор(ы)                                  | Ведущий вокал  | Длительность |
| --- | ------------------------------------ | ----------------------------------------- | -------------- | ------------ |
| 1.  | «Photograph»                         | Ричард Старки/Джордж Харрисон             | Ринго Старр    | 4:21         |
| 2.  | «Act Naturally»                      | Voni Morrison/Johnny Russell              | Старр          | 2:32         |
| 3.  | «Logical Song»                       | Рик Дэвис/Роджер Ходжсон                  | Роджер Ходжсон | 3:55         |
| 4.  | «No One Is To Blame»                 | Ховард Джонс                              | Ховард Джонс   | 6:11         |
| 5.  | «Yellow Submarine»                   | Джон Леннон, Пол Маккартни                | Старр          | 3:07         |
| 6.  | «Give a Little Bit»                  | Рик Дэвис/Роджер Ходжсон                  | Роджер Ходжсон | 5:13         |
| 7.  | «You're Sixteen»                     | Richard Sherman/Bob Sherman               | Старки         | 2:37         |
| 8.  | «The No-No Song»                     | Hoyt Axton/David Jackson                  | Старр          | 3:20         |
| 9.  | «Back Off Boogaloo»                  | Ричард Старки                             | Старр          | 3:57         |
| 10. | «Glamorous Life»                     | Принс                                     | Sheila E.      | 9:18         |
| 11. | «I Wanna Be Your Man»                | Леннон — Маккартни                        | Старр          | 4:01         |
| 12. | «Lucky Man»                          | Грег Лейк                                 | Грег Лейк      | 4:44         |
| 13. | «Take the Long Way Home»             | Рик Дэвис/Роджер Ходжсон                  | Роджер Ходжсон | 4:44         |
| 14. | «All the Young Dudes»                | Дэвид Боуи                                | Иэн Хантер     | 5:35         |
| 15. | «Don’t Go Where The Road Don’t Go»   | Ричард Старки/Johnny Warman/Gary Grainger | Старр          | 4:39         |
| 16. | «With a Little Help from My Friends» | Леннон — Маккартни                        | Старр          | 5:34         |

## Участники записи
- Ринго Старр — вокал, барабаны.
- Роджер Ходжсон — вокал, гитара, клавишные.
- Иэн Хантер — вокал, гитара.
- Грег Лейк — вокал, бас-гитара.
- Ховард Джонс — вокал, клавишные.
- Sheila E. — вокал, барабаны, перкуссия.
- Mark Rivera — саксофон.

.
- Запись, микширование и мастеринг: Glen Robinson.
- Записано на концерте 22 августа 2001 в Rosemont Theatre, Чикаго, Иллинойс, США.